# 아녜스 르 라닉
아녜스 르 라닉(Agnès Le Lannic, ? ~ )는 프랑스의 탁구 선수다. 1991년 일본 지바 세계선수권대회에서 단체 동메달을 획득하였다.